# Apicophilicité
L'apicophilicité est un phénomène dans lequel des substituants électronegatifs d'un composé pentacoordoné à géométrie moléculaire bipyramidale trigonale préfèrent occuper les positions apiques (Lap).
Le terme « apicophilicité » fut proposé pour la première fois par Earl L. Muetterties en 1963 lors de l'analyse structurelle de fluorures de phosphore pentacoordonnés par RMN du fluor 19. Comme la liaison apique d'une élément pentacoordonné typique (groupes 1, 2, 13-18) consiste en une liaison à trois centres et quatre électrons (3c-4e), dans laquelle la densité électronique est localisée sur les deux substituants apiques, un arrangement ou les deux substituants les moins électronégatifs occupent les positions apiques est plus stable.
L'apicophilicité d'un substituant est définie par la différence d'énergie entre les deux structure isomères dans lesquelles les substituants occupent les positions apiques et équatoriales (Leq). Expérimentalement, au lieu de mesurer directement la différence d'énergie qui en est en général difficile à mesurer, la barrière énergétique relative de la pseudorotation des isomères est utilisé pour définir une échelle d'apicophilicité. Des études expérimentales et théoriques ont été menées pour mesurer l'apicophilicité relative des divers substituants.
L'apicophilicité des substituants dépend principalement de leur électronégativité, mais d'autres facteurs peuvent aussi entrer en compte. Un substituant encombré préférera les positions équatoriales qui sont plus distantes des autres substituants. Un substituant avec une capacité de liaison π préférera également les positions équatoriales. L'utilisation de ligands polydentés permet aussi de contrôler l'arrangement des substituants. Par exemple, un ligand bidenté avec un cycle à cinq stabilise grandement l'arrangement dans lequel les deux sites coordonnés occupent une position apique et une position équatoriale. 

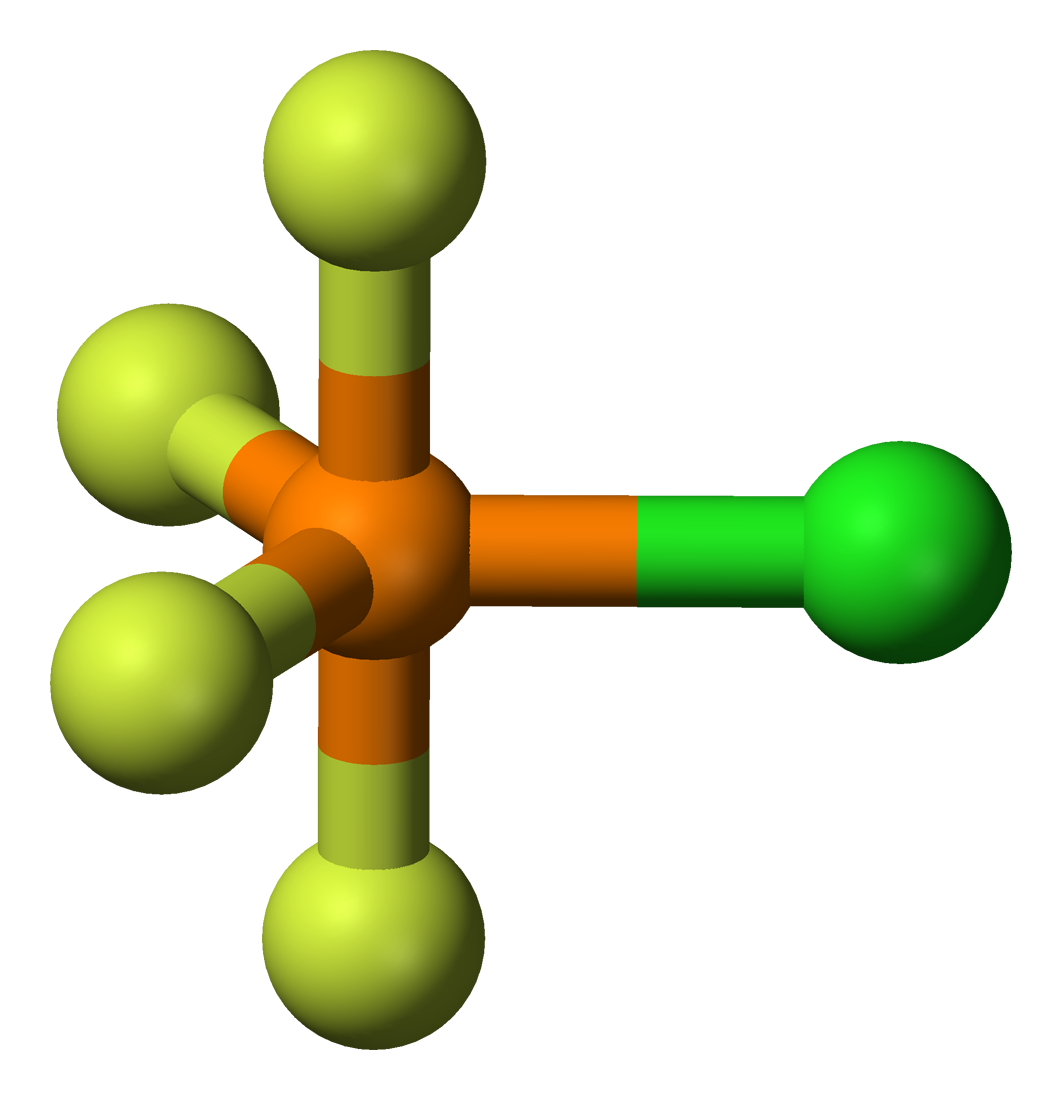
PClF_{4}
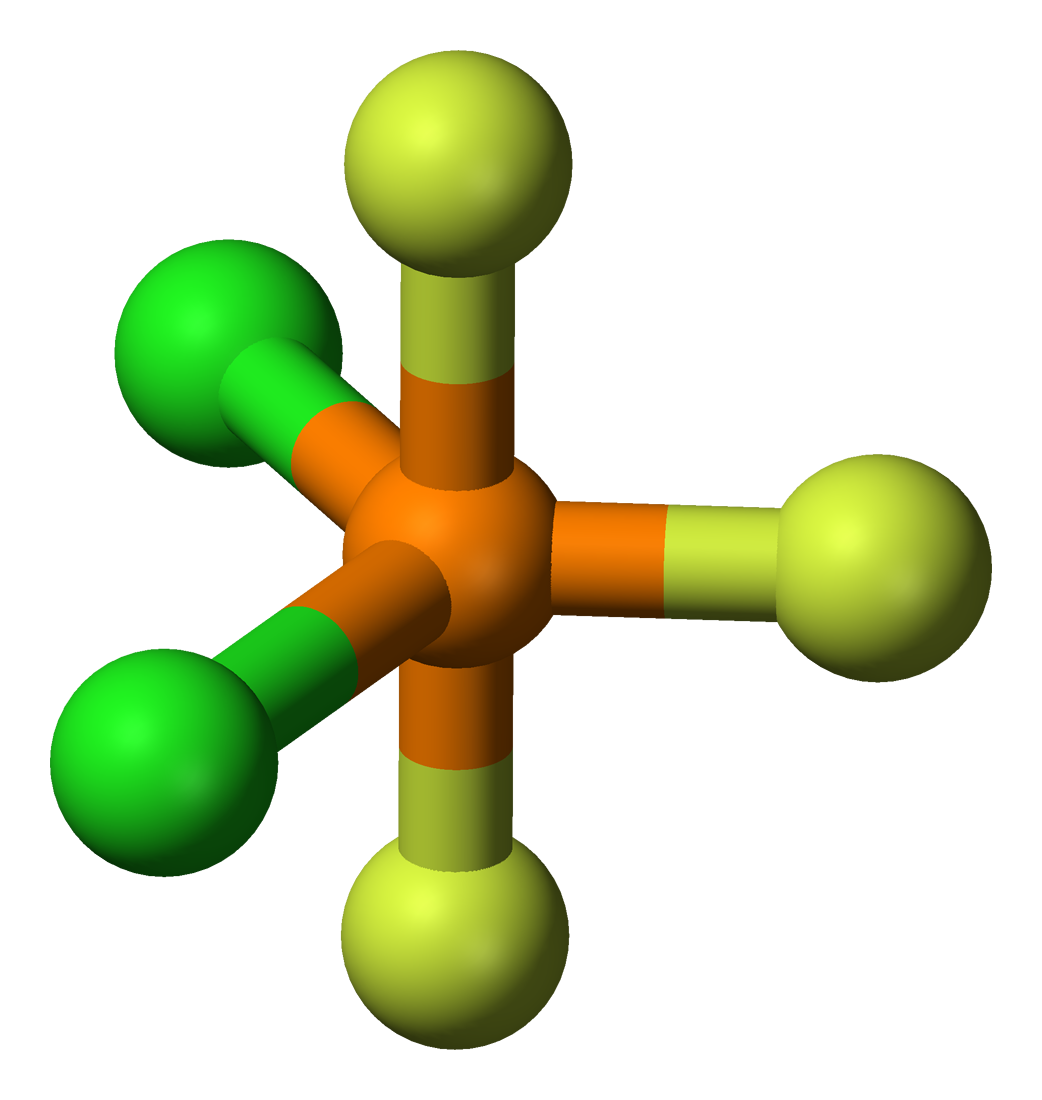
PCl_{2}F_{3}
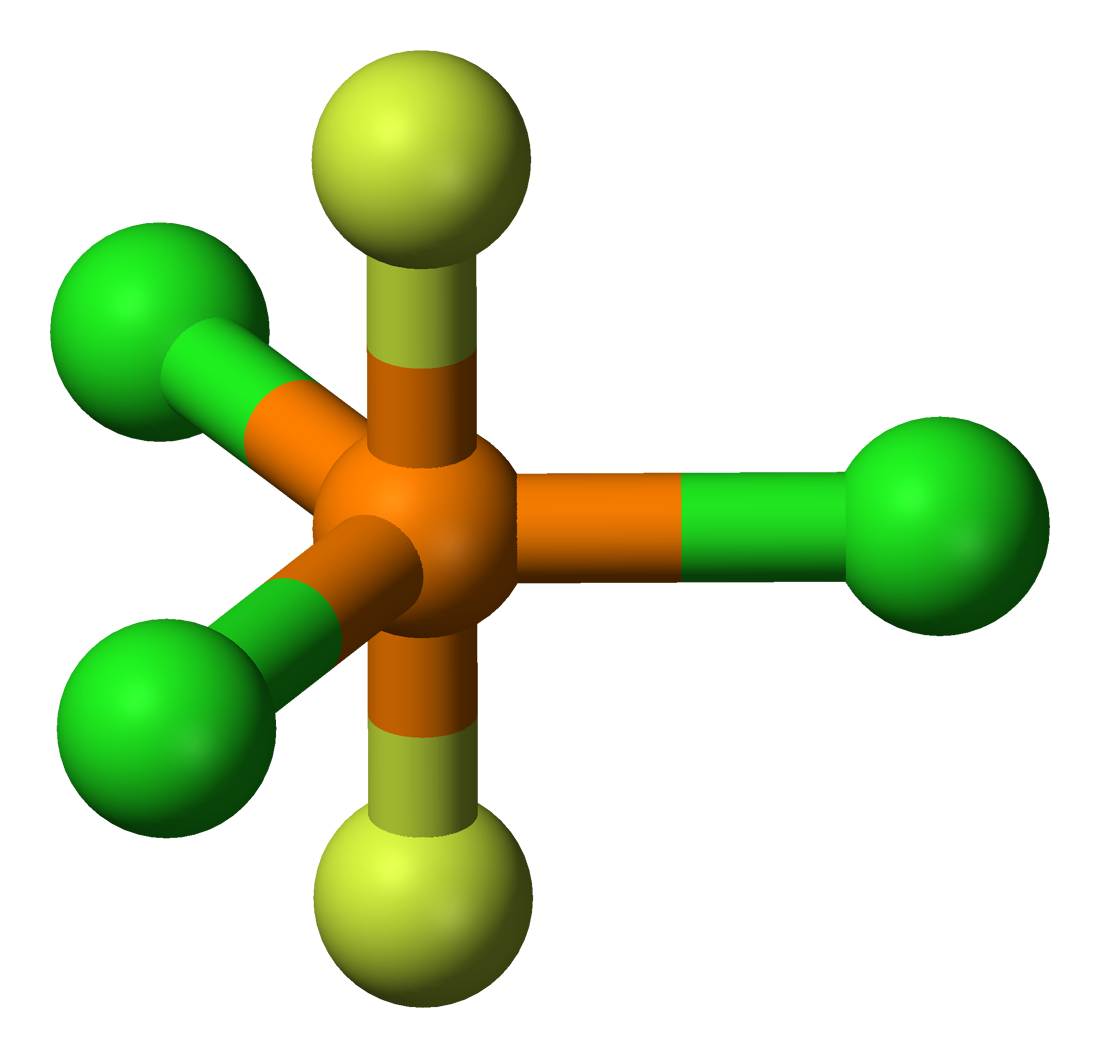
PCl_{3}F_{2}
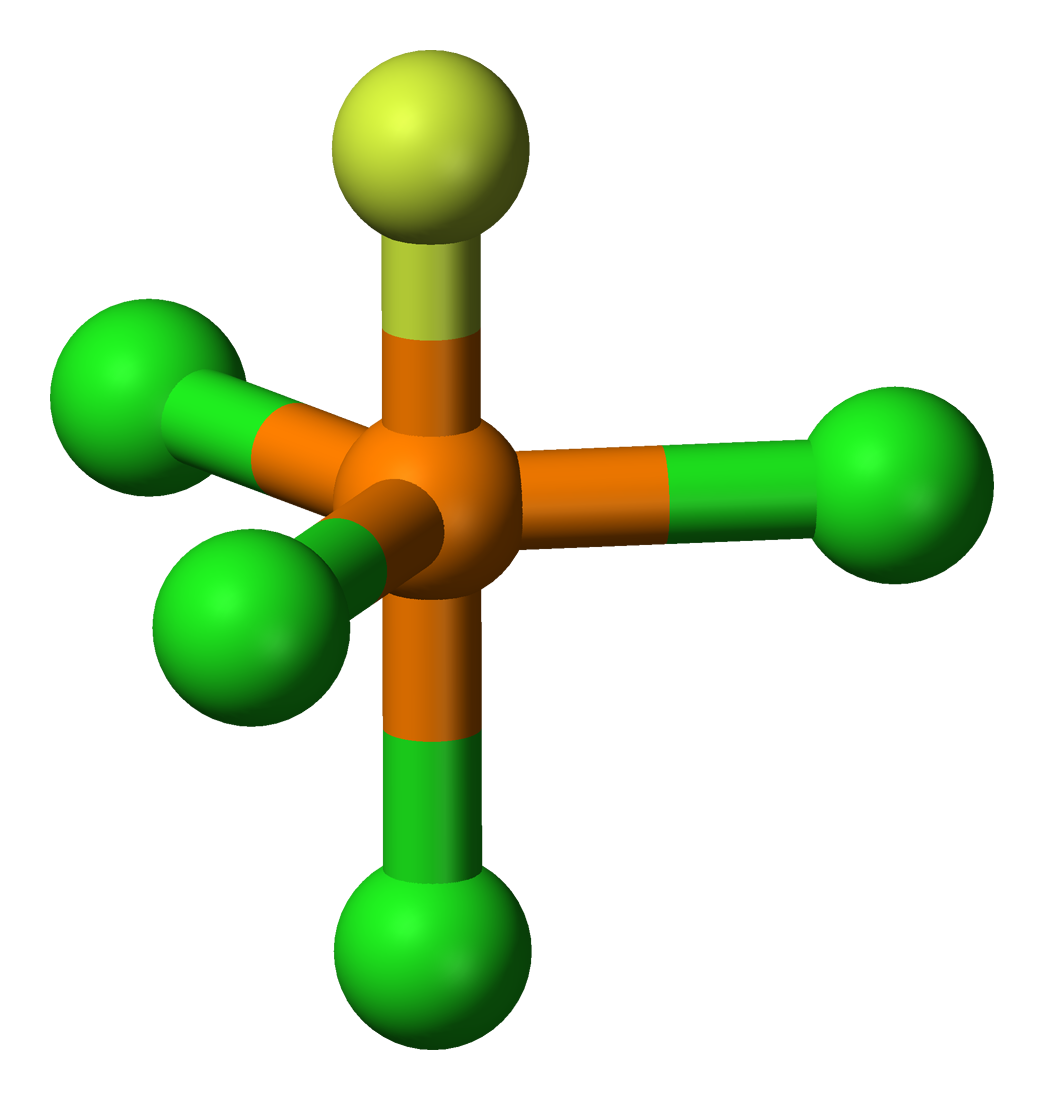
PCl_{4}F

- PClF4
- PCl2F3
- PCl3F2
- PCl4F